# Aserbaidschanische Basketballnationalmannschaft
Die aserbaidschanische Basketballnationalmannschaft repräsentiert Aserbaidschan bei Basketball-Länderspielen der Herren, etwa bei internationalen Turnieren und bei Freundschaftsspielen.
Das Team konnte sich bisher nicht für Olympische Spiele, Weltmeisterschaften oder Europameisterschaften qualifizieren.

## Geschichte
Bis 1990 war Aserbaidschan Teil der Sowjetunion, weswegen aserbaidschanische Spieler nur in der Basketballnationalmannschaft der UdSSR spielen konnten. Nach der Unabhängigkeit von der Sowjetunion wurde 1991 die aserbaidschanische Basketballnationalmannschaft gegründet, die im Jahre 1994 der FIBA beitrat. 
Obwohl Aserbaidschan in Vorderasien liegt ist der Aserbaidschanische Basketballverband Mitglied der FIBA Europa und nimmt an Qualifikationsrunden zu Europameisterschaften teil.
Eine Teilnahme bei einer Endrunder eines großen Turniers gelang dem Team jedoch bisher nicht. Dafür gewann man 2006 und 2008 zweimal in Folge die Goldmedaille bei den FIBA Europameisterschaften für kleine Länder. 

## Abschneiden bei internationalen Wettbewerben
| - noch nie qualifiziert |  | - noch nie qualifiziert |

### Europameisterschaften
- noch nie qualifiziert